# フィレンツェ中央郵便局

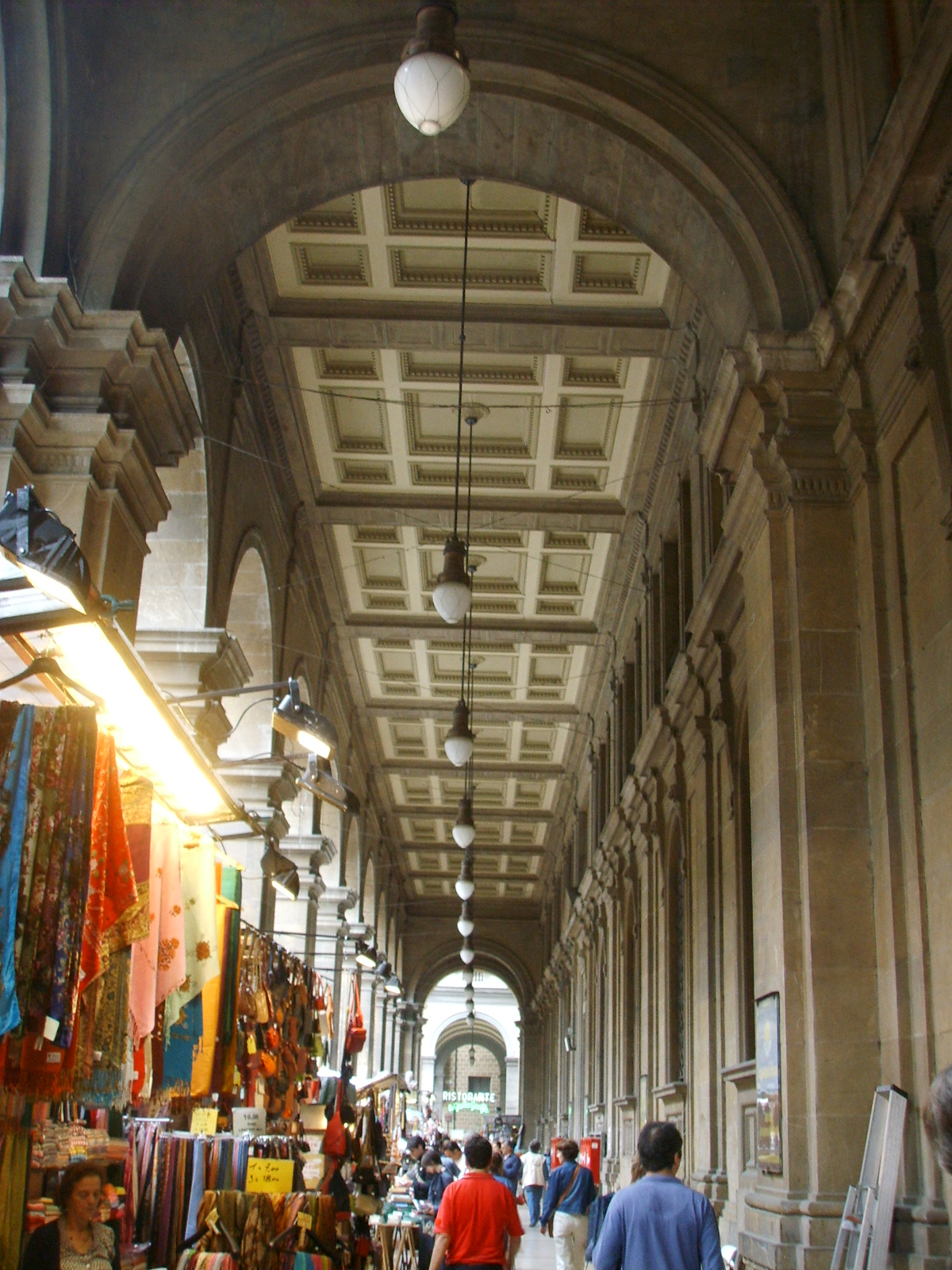
フィレンツェ中央郵便局

フィレンツェ中央郵便局 (フィレンツェちゅうおうゆうびんきょく、イタリア語: Palazzo delle Poste / Posta Centrale di Firenze) は、イタリア中部トスカーナ州の州都であるフィレンツェの中心部に位置する郵便局である。

## 歴史
1903年、フィレンツェ市は、旧市街地 (1885年 - 1895年) の再開発により生じた2つの土地 (かつてサン・ミニアート・フラ・レ・トーリのあった地域で、6つの通り、4つの広場、同名の教会がある) を、市の郵便・電信サービスを統合するための建物として購入するために政府と交渉した。
1904年、逓信大臣の資金配分法にフィレンツェが含まれており、建設はコムーネが行い、完成後に国に引き渡すことになっていたため、自治体の主任技師ヴィットリオ・トネッティに任され、市の技術局で最初のプロジェクトが作成されることになった。フィレンツェ地方金融公社との契約により、財務的なカバーが確保されています。やがて、さまざまなバリエーションや拡張が行われるようになり (フィレンツェの学問界からも厳しい批判を受けた)、新しいプロジェクトが立案され、若い建築家ロドルフォ・サバティーニがエンジニアのトネッティと一緒に仕事をすることになった。
予備計画では、ペリチェリア通り (この郵便局が現在位置する)、ポルタ・ロッサ通り、現在のダヴァンツァーティ広場、サセッティ通り、アンセルミ通りの間にある2つの隣接した土地の一部利用が想定されていた。1905年5月15日に承認された実行計画では、ヴィットリオ・エマヌエーレ広場 (現在の共和国広場) にすでにあったポーチを継承し、ペリチェリア通りに沿ってポーチのある大きな四角いプランの建物が計画された。3階建て、中2階と地下1階の部屋は、当時の銀行や官公庁の実験に基づいて設計され、様式はルネッサンスの伝統に再び言及することにした (ただし、地元のものよりも北イタリアの例を参考にした)、建築家エウジェニオ・チオーニのデザインによる装飾器具を使用した。
1907年7月には、基礎工事が完了し、地下室が建設された。しかし、これでは足りないと、工事は中断され、郵便大臣カルロ・シャンツァーの提案で、隣接するアンセルミ通りまでの土地に電話サービスもできるような拡張計画が立案された。
1908年、新たなプロジェクトとして、エンジニアのトネッティとアメリカから帰国したばかりの建築家ロドルフォ・サバティーニに依頼があった。石工工事は1914年に完成した。同年4月11日、ペリチェリア通りのポルティコが公開されたが、その後、戦争のため工事は遅々として進まなかった。1916年10月20日にいくつかのオフィスがオープンしたが、仕上げ工事や設備の完成は1917年まで続き、4月19日に郵便大臣ルイジ・フェラ、国務次官チェーザレ・ロッシの出席のもと、建物の落成式が執り行われた。
建物は最新の設備とサービスを備え、公共エリアの家具や装飾にも特別な注意が払われた。
ファサードの円形装飾や前庭のドームのマジョリカタイルはカンタガッリ社製、ガラス製品はガリレオ・チニのデザインに基づくマニファトゥーラ・チニ社製など、調度品や装飾品の品質には特に注意が払われている。鉄とガラスで覆われた市民ホールは、エンジニアのトネッティが設計し、オフィチーネ・デル・ピニョーネが製作した。ファサードのグラフィティ (トネリコを基調としたモチーフに、リボンとアカンサスの葉のフリーズ、仮面と帆を広げた船をテーマにした植物形態の冠が繰り返される) については、フィレンツェのルイジ・マッテイニ社を起用した。人工石材の施工には、同じくフィレンツェのルイジ・カルディーニ社を起用した。また、彫刻家のロメオ・パッツィーニとアントニオ・ガレッラには正面玄関の装飾パネルを、ガリレオ・チーニにはギャラリーのフレスコ画を依頼したが、経済的理由から継続はしなかった。
なお、この通りの名前である「ペリツェリア (Pellicceria) 」とは「毛皮商人」を意味するイタリア語である。

## この郵便局について
フィレンツェ中央郵便局は、フィレンツェの中心街から徒歩10分以内、Piazza Duomoから徒歩6分という立地条件の良い場所にあるため、多くのフィレンツェ市民が日常的に利用している。
それだけではなく、郵便局内に郵便趣味コーナー (Spazio Filatelia) があることから、トスカーナ地方の切手収集家や郵趣家なども多く訪れる。
郵便局は3階建てである。
銀行や公共施設で広く試みられているタイポロジーを踏襲し、中央の大きなホールを軽いスチールとガラスの構造体で覆う構造になっています。
部屋の配置は、3階建て＋中2階＋地下1階で計画されました。伝統的なシステムに加え、新しい技術も採用され、構造は鉄筋コンクリートの柱と梁に穴あきレンガのインフィル、床は地下の吹き抜けを除いて鉄筋コンクリート製となっています。

## 外部
ペリチェリア通りに面した正面には、柱で区切られた11のベイからなるポルティコがあり、1階と中2階の全高に渡って展開されている。このポルティコは、共和国広場の西側にある既存のポルティコと、1階に2つのアーチを持つ3階建ての細い建物でつながっており、その間にある広い中央柱には、像のあるニッチがあり、その下に第一次世界大戦の戦没者に捧げるブロンズプレートが飾られています。アーチの上のコーニスで締めくくられたトネリコ風の高い基壇に続いて、正面には落書きで装飾された漆喰とフェイク・フィラレットが施されています。また、正面にはアントニオ・メウッチに捧げられたプレートが掲げられている。
ポルティコのアーケードの間には、カンタガッリ製作所によるイタリア各都市の紋章を描いた多色釉テラコッタの装飾メダイヨンがある。
ダヴァンツァーティ広場に面した正面は、3つの部分に分かれており、地下部分は錆びたアシュラーで覆われ、ある種の印象的な特徴を持っています。中央部には7つの丸頭バットレス・アーチがあり、その内側にはフレーム付き切妻の2つの副玄関扉と、アーチ型のフレーム付き窓がある。中二階の向こう側には、規則的な開口部によって照らされた、半円形のティンパナムとトラスメリのパラペットを持つ、アーキトレーブのついたアエディクル窓が並び、その上に中二階の小窓があり、小さなパネルの紋章とカルトゥーシュによって区分されています。
最上階には、2つの立面を支配する櫓がある。
窓は、1階はアーチ型、弓型、格子で閉じてあるもの、2階はマリオン型で、丸いリブ、小柱、中央の目、中央の幾何学模様と貝で装飾されたパラペットが特徴である。
ポルタ・ロッサ通りでは、ファサードはよりシンプルで、7つの窓からなる3つのオーダーがあり、欄干には落書きが施されています。こちら側には、経済開発・通信省のトスカーナ州検査局の入り口がある。
アンセルミ通りのファサードには9つの開口部があり、1階には3つのアーチ型の通用口と、格子で閉じられた長方形の枠付き窓と膝付き窓が点在している。
ペリチェリア通りに面したポルティコの下には、額縁と切妻の正面玄関があり、その両脇には膝行窓があり、中二階にはポルティコ自体のリュネットにはめ込まれたアーキトレーブ付きの三連マリオン窓が横一列に並んでいる。また、こちら側には、いくつかの記念碑があります。同じ柱には、1915年から1918年の戦争で犠牲になった郵便配達員の名前が書かれた板があり、その上には、彫刻家ジュリオ・パッサーリアがブロンズで制作した「勝利」を表す象徴的な像が置かれています。同じ柱には、郵便局員ヴィットリオ・ロッキを偲ぶ碑文 (前作と同じく1924年設置)、1940年から1945年の戦争で命を落としたフィレンツェの郵便局員の名前を記したプレート (1958年設置) が設置されている。

## 内部

### 1階
内部は、鉄骨とガラスで覆われた公共サービス用の中庭と、屋根のないサービス用の中庭の2つの正方形の中庭を中心に間取りが配分され、正面左手のダヴァンツァーティ広場の車道入口からアクセス可能である。
正面玄関を入ると、正方形の小さな前庭があり、多色のマジョリカタイルとペンデンティブのメダリオン (ファサードの円形装飾を手がけたカンタガッリ社の作品) で飾られたドームでアーチ形になっている。その左側には、3つの枝を持つ井戸のある内部用階段がある。
その反対側には、大理石で舗装され、スタッコで装飾された平らな天井で閉じられた1階の回廊があり、半分コリント式の柱が寄り添うように5つのアーチで隔てられている。
左側には、鉄とガラスで覆われたルネッサンス期の中庭をイメージした大広間があり、マニファットゥーラ・チニのステンドグラス、幾何学模様で装飾された大理石の床、ピラスターで区切られた左右の5つのアーチで特徴づけられる壁がある。アーチの間には、鍵盤に差し込まれたメダリオンがあります。アーチの上には中二階に面した手すりがあり、その手すりはピラスターとコリント式円柱で飾られている。
張り出したコーニスが壁の処理を締めくくり、部屋を囲むポリクロームガラスのカーテンと鉄骨構造を強調している。
アーチの間には、現在は当時とは異なる公共サービスカウンターが設置されています。ライティングデスクは、当時の調度品がそのまま残っている。
1階のギャラリーの右側には、やや狭い長方形の電信サービスルームがあり、ギャラリーの端には、入り口と軸を合わせて、中2階につながる大理石の階段が伸びている。この階段の先には、色ガラスの入った3つのマリオン窓があり、最初の踊り場が開いている。

### 高層階
中二階の高さを占める上部ギャラリーは、一般向けのサービスを提供する場所であり、下のギャラリーと同様に、豊富な装飾と貴重な素材を使用することでその代表的な性格を委ねています。新15世紀風のスタッコ装飾パネルが施された平らな天井に囲まれた上階の回廊の最初の部分は、全体が大理石で覆われ、コリント式の円柱で結ばれています。
郵便局員のためのスペースは、この第1セクターの側端で錬鉄製のゲートで閉じられている。
ギャラリーの2面は、1階から立ち上がり、建物の全階を貫く井戸の階段とつながっており、色ガラスの天窓で閉じられています。
上層階には、経営陣やさまざまなオフィスが入っている。